# Polygala lindmaniana
Polygala lindmaniana är en jungfrulinsväxtart som beskrevs av Robert Hippolyte Chodat. Polygala lindmaniana ingår i släktet jungfrulinssläktet, och familjen jungfrulinsväxter. Inga underarter finns listade i Catalogue of Life.